# Diogo Alexis Rodrigues Coelho
Diogo Coelho (Ponta do Sol, 14 de septiembre de 1993) es un futbolista portugués. Juega de defensa y su equipo es el Ankaragücü de la TFF Primera División.

## Clubes
| Club                 | País     | Año       |
| -------------------- | -------- | --------- |
| C. D. Nacional       | Portugal | 2012-2014 |
| Sporting Covilhã     | Portugal | 2014-2015 |
| G. D. Chaves         | Portugal | 2015-2016 |
| Académica de Coimbra | Portugal | 2016-2017 |
| C. D. Nacional       | Portugal | 2017-2020 |
| U. D. Vilafranquense | Portugal | 2020-2021 |
| Kocaelispor          | Turquía  | 2021-2023 |
| Şanlıurfaspor        | Turquía  | 2023-2024 |
| Ankaragücü           | Turquía  | 2024-     |

## Palmarés

### Campeonatos nacionales
| Título                       | Club           | País     | Año     |
| ---------------------------- | -------------- | -------- | ------- |
| Segunda División de Portugal | C. D. Nacional | Portugal | 2017-18 |